# Tom Fergus
Tom Joseph Fergus (* 16. Juni 1962 in Chicago, Illinois) ist ein ehemaliger US-amerikanischer Eishockeyspieler, der in seiner aktiven Zeit von 1979 bis 1995 unter anderem für die Boston Bruins, Toronto Maple Leafs und Vancouver Canucks in der National Hockey League gespielt hat.   

## Karriere
Tom Fergus begann seine Karriere als Eishockeyspieler bei den Peterborough Petes, für die er von 1979 bis 1981 in der kanadischen Juniorenliga Ontario Hockey Association bzw. deren Nachfolgewettbewerb Ontario Hockey League aktiv war. Mit Peterborough gewann er dabei in der Saison 1979/80 den J. Ross Robertson Cup. Anschließend wurde der Center von den Boston Bruins im NHL Entry Draft 1980 in der dritten Runde als insgesamt 60. Spieler ausgewählt. Für das Team aus Massachusetts lief er von 1981 bis 1985 in der National Hockey League auf. Daraufhin wurde er im Tausch für Bill Derlago an die Toronto Maple Leafs abgegeben. Bei den Kanadiern erkämpfte er sich schnell einen Stammplatz, verpasste jedoch einen Großteil der Saison 1990/91 aufgrund einer Muskelverletzung, die er sich in einem Spiel gegen die St. Louis Blues zugezogen hatte. 
Im Dezember 1991 wurde Fergus von den Maple Leafs an ihren Ligarivalen Vancouver Canucks verkauft. Nach weiteren zwei Jahren in der NHL wechselte der Linksschütze zum EV Zug aus der Schweizer Nationalliga A, bei dem er im Anschluss an die Saison 1994/95 seine Karriere im Alter von 33 Jahren beendete.

### International
Für die USA nahm Fergus an der Eishockey-Weltmeisterschaft 1985 teil, bei der er mit seiner Mannschaft den vierten Platz belegte.

## Erfolge und Auszeichnungen
- 1980 J.-Ross-Robertson-Cup-Gewinn mit den Peterborough Petes